# Чайковський Петро Ілліч
Петро́ Іллі́ч Чайко́вський (рос. Пётр Ильич Чайковский, 25 квітня (7 травня) 1840, Воткінськ, Вятська губернія, Російська імперія — 25 жовтня (6 листопада) 1893, Санкт-Петербург, Російська імперія)  — російський композитор, диригент і педагог. Автор 10 опер, 3 балетів, 7 симфоній (вкл. Манфред), великої кількості романсів та інструментальних творів.

## Походження
Мав частково українське, російське, французьке та австрійське походження.
По батьківській лінії походив з українського роду Чайок. Прадід композитора, Федір Опанасович Чайка (1695—1767), походив з-під Кременчука, служив у Миргородському полку Війська Запорозького. Його син, Петро Федорович (1745—1818), народжений на Полтавщині (дід композитора), під час навчання у Києво-Могилянській академії, прийняв прізвище Чайковський. Пройшовши російсько-османську війну та відслуживши полковим лікарем, дід композитора став городничим Слободського, а потім Глазова у В'ятській губернії, а 1785 року був приписаний до дворян Казанської губернії. Там він одружився з росіянкою Анастасією Посоховою, донькою пермського підпоруччика Степана Посохова. Подружжя мало 11 дітей, серед яких — батько майбутнього композитора, Ілля Петрович. Батько композитора, Ілля Петрович, займав різні посади в Департаменті гірничих і соляних справ, проводив геологічні дослідження в Новгородській губернії, викладав у Корпусі гірничих інженерів.
Прадід композитора по материнській лінії, Мішель-Віктор Асьє — французький скульптор, «модельмейстер» Мейсенської Королевської фарфорової фабрики, був одружений з Марією Христиною Елеонорою Віттіг, донькою австрійського офіцера Георга Віттіга. Їхня п'ята дитина з шести, Михаель Генріх Максіміліан Асьє (дід композитора, 1778—1830), приїхав до Росії як вчитель французької та німецької мов в 1795 році, у 1800 році прийняв російське підданство та змінив ім'я на Андрій Михайлович Ассієр. Він мав 7 дітей від двох шлюбів, один з яких — з Єкатериною Михайлівною, донькою петербурзького диякона М. Попова та А. Риковської, яка була онукою петербурзького священика. В цьому шлюбі народилася Олександра — мати майбутнього композитора. 1833 року Олександра Андріївна стала другою дружиною Іллі Петровича і народила шестеро дітей, серед яких Петро був другим. Вона вміла грати на фортепіано і співати, займалася вихованням дітей, учила їх музики, розмовляла з ними тільки французькою.

## Біографія

### Ранні роки
Народився в селищі при Камсько-Воткінському заводі В'ятської губернії, нині місто Воткінськ (Удмуртія). У 14-річному віці залишився без матері, яка померла від холери. Взяв на себе відповідальність за виховання молодших братів.
Закінчив училище правознавства в Санкт-Петербурзі (1859), служив у міністерстві юстиції до 1863 року. Паралельно займався музикою в класах Російського музичного товариства, що було 1862 року перетворене на Петербурзьку консерваторію. У консерваторії вивчав композицію у класі А. Г. Рубінштейна. За роки навчання в консерваторії Чайковський написав ряд навчальних творів, зокрема квартет, п'єси для фортепіано. Закінчив консерваторію 1865 року, на випускному іспиті представив кантату на текст оди Ф. Шиллера «Ода радості».

### Московський період
1866 року переїхав до Москви на запрошення Миколи Рубінштейна викладати у щойно відкритій Московській консерваторії. У консерваторії Чайковський викладав композицію, гармонію і теорію музики, інструментування. Серед його учнів — Сергій Танєєв, Микола Кленовський.
Чайковський брав активну участь у творчому житті Москви, тут він знайомиться з Львом Толстим, Олександром Островським (пізніше — автором лібрето до опери «Воєвода»), а 1868 — з композиторами «Могутньої купки», які зацікавили його програмною музикою. Серед творів цих років — 1-а симфонія та увертюра-фантазія «Ромео та Джульєтта» (1869).

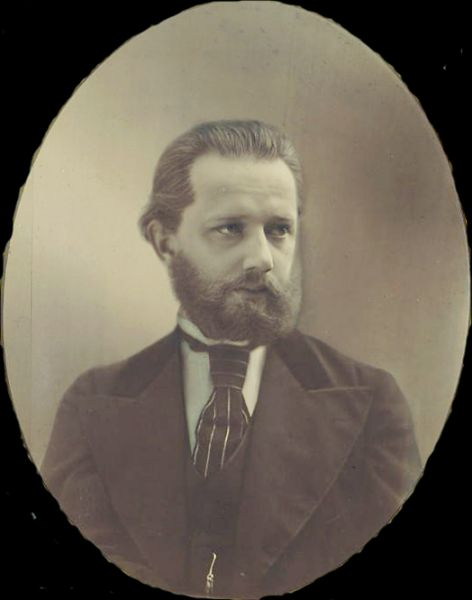
Петро Чайковський в 1870 році.

Творчість 1870-х років охоплює різні жанри — він написав опери «Опричник» і «Коваль Вакула», музику до драми Островського «Снігуронька», балет «Лебедине озеро», Другу і Третю симфонії, фантазію «Франческа да Ріміні», Перший фортепіанний концерт, Варіації на тему рококо для віолончелі з оркестром, три струнні квартети та інші.
1876 року здійснив разом із братом Модестом подорож до Парижа. Сильне враження на Чайковського справила опера «Кармен» Жоржа Бізе, прем'єра якої відбулася за рік до цього. На зворотному шляху Чайковський з братом відвідав Вагнерівський фестиваль у Байройті, де особисто познайомився з Ференцом Лістом і Ріхардом Вагнером.
У липні 1877 року, попри свою гомосексуальну орієнтацію, Чайковський імпульсивно одружився з колишньою консерваторською студенткою Антоніною Іванівною Мілюковою (1849—1917). Вона надсилала композиторові листи і навіть погрожувала самогубством, якщо він відмовиться від зустрічі. Чайковський, який у той час працював над оперою «Євгеній Онегін», на відміну від героя своєї опери не відмовився від прихильниці. Проте вже у вересні композитор розчарувався в шлюбі й навіть сам збирався вчинити через це самогубство. Усі подальші роки подружжя мешкало окремо. Процес розлучення тривав до смерті Чайковського, але так і не відбувся. Ця ситуація його дуже обтяжувала, про що він неодноразово писав у листах до Надії фон Мекк: «Вчора я отримав листа від брата Анатолія. Він тепер уже в Петербурзі. В Камянці він провів 5 днів. Він нарешті випровадив мою дружину з Камянки. Слава богу, в меня гора з пліч звалилася. Вона виявила бажання йти в сестри милосердя. Сестра, зять і Толя дуже зраділи цьому. Вони не без причин припустили, що вона закохається там у когось, захоче одружитися й вимагатиме розлучення. Це було б найкраще для мене. Але бажання це лишилость тільки протягом кількох днів. Брат почав було займатися, але вона заявила йому (в Москві, де він провів днів пять), що більше не хоче бути сестрою милосердя. Вона живе тепер у Москві. Подальші її плани мені невідомі, але я молю бога, щоб вона до наступного навчального року вибрала іншу резиденцію. Зустрічатися з нею буде дуже незручно і делікатно».

### Період подорожей

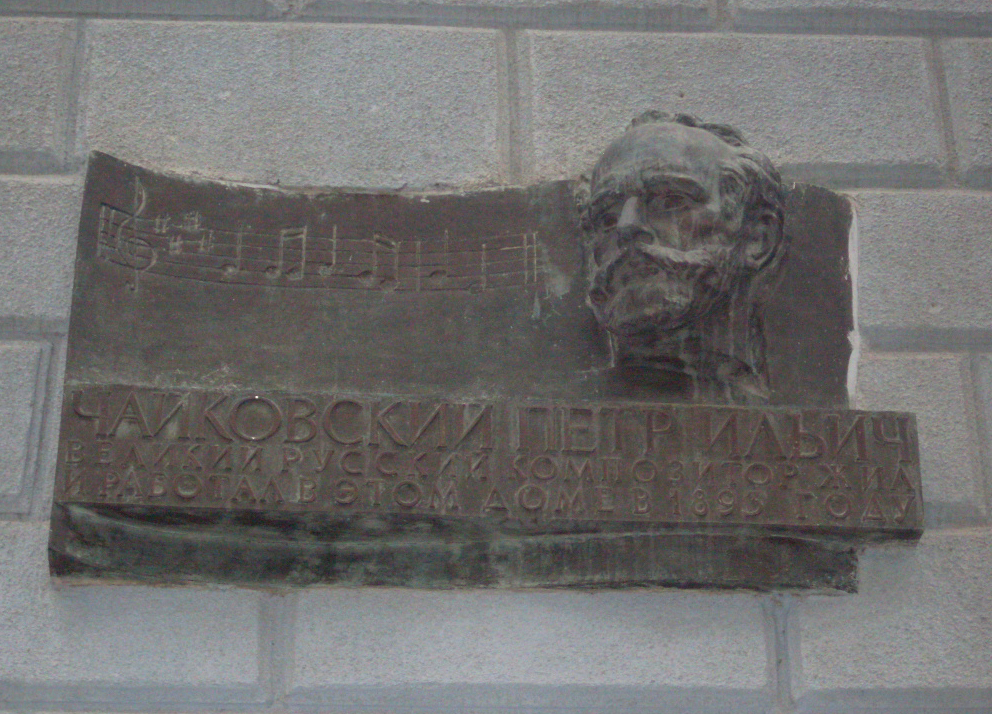
Меморіальна дошка біля Одеського театру опери та балету, пров. Театральний, 12

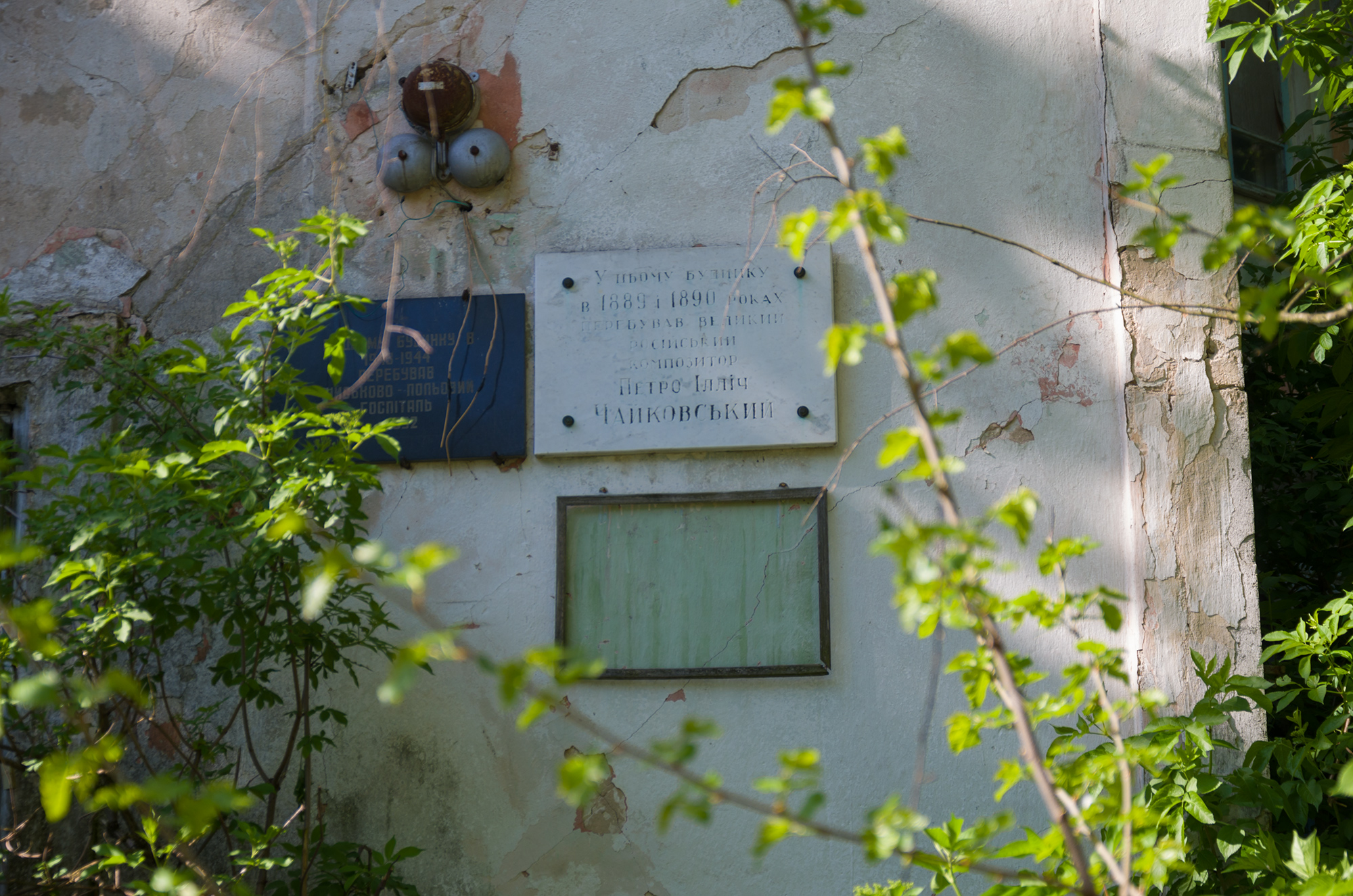
Меморіальні дошки на садибному будинку в маєтку фон Мекк у с. Копилів Макарівського району Київської обл.

У жовтні 1877 року припинив роботу в Московській консерваторії та разом з братом Анатолієм вирушив до Швейцарії. Ця поїздка стала можливою завдяки прихильниці його таланту Надії фон Мекк, яка призначила йому щорічну стипендію у розмірі 6000 рублів, однак за умови, що вони ніколи не зустрінуться особисто. Спілкування Чайковського з фон Мекк відбувалося винятково листовно. За 13 років листування було написано приблизно 1100 листів.

Наступного 1878 року закінчив «Євгенія Онєгіна» та Четверту симфонію, якими сам композитор був задоволений: «Я відчуваю сьогодні велику насолоду від усвідомлення, що я закінчив два великі твори, у яких, мені здається, я зробив крок уперед, і значний». 
Протягом наступних 14 років життя постійно подорожував — як батьківщиною, так і за кордоном. Подорожував переважно поїздом, а 1886 — пароплавом з Батумі до Марселя. У середині 1880-х років Чайковський повернувся до активної музично-суспільної діяльності. У 1885 році його обрано директором Московського відділу Російського музичного товариства. Музика Чайковського стала популярною у Росії та за кордоном.
У цей час почав займатися диригуванням, і в 1887 — початку 1888 року здійснив перше європейське турне як диригент. Концертні поїздки зміцнили творчі й дружні зв'язки Чайковського із західноєвропейськими музикантами, серед яких Ганс фон Бюлов, Едвард Гріг, Антонін Дворжак, Густав Малер, Артур Нікіш, Каміль Сен-Санс та інші. Навесні 1891 року П. І. Чайковський їде до США. Він з надзвичайним успіхом диригував власними творами у Нью-Йорку, Балтиморі й Філадельфії.

### Останні роки
Останні роки життя музикант провів у Клину в Підмосков'ї, де зараз розташований його меморіальний музей. 16 жовтня 1893 він успішно диригував на прем'єрі своєї симфонії в Петербурзі, а через 9 днів раптово помер. Похований в Олександро-Невській лаврі (Петербург) в Некрополі майстрів мистецтв.

## Особисте життя

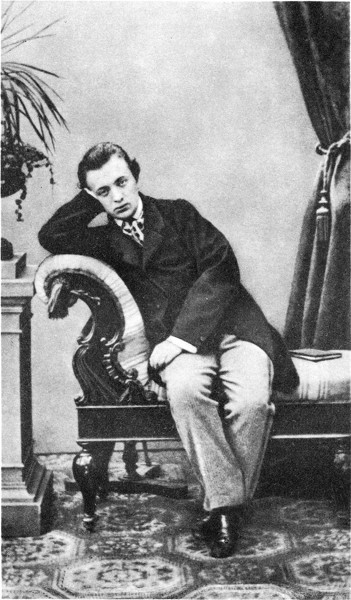
Олексій Апухтін, бл. 1860

Біографи загалом погоджуються, що Чайковський був гомосексуальним. Зокрема про це розповідається в автобіографії Модеста Чайковського, молодшого брата Петра, який також був гомосексуалом. Він шукав компанії інших чоловіків свого кола на тривалий час, «відкрито спілкуючись і встановлюючи з ними професійні зв'язки». Його першим коханням був Сергій Кірєєв, молодший товариш по навчанню в Імператорському училищі правознавства. За словами Модеста Чайковського, це було «найсильніше, найдовше і найчистіше кохання Петра Ілліча».
Замінивши його ім'я трикрапкою, він присвятив йому романс «Мой ангел, мой гений, мой друг…» на слова Афанасія Фета, а роки по тому пам'ять про це юнацьке переживання надихнула Чайковського на «кращі любовні сторінки музичних творінь». Крім того, в роки навчання в училищі Чайковський був дружний з Дохтуровим і Білявським, Федором Масловим, з яким вони кілька років були майже нерозлучні, Володимиром Адамовим, який був духовно і душевно близьким другом. У роки навчання в училищі Чайковський пережив перше пристрасне почуття до молодшого товариша Сергія Кірєєва. За словами Модеста Ілліча, це було «найсильніше, найдовше і найчистіше любовне захоплення його життя»..
У родині Чайковського вважали, що перший гомосексуальний досвід Чайковський пережив в училищі в 13-річному віці зі своїм однокашником, майбутнім поетом Олексієм Апухтіним, який надалі особливо не приховував своєї гомосексуальності.. Вони сиділи за однією партою, разом бігали курити — ця звичка залишилася в них на все життя — і багато спілкувалися. Однак ці роки не залишили в Чайковського особливо теплих спогадів: після закінчення училища він уникав будь-яких зустрічей з «антимузичними» товаришами по училищу, за винятком Олексія Апухтіна та князя Володимира Мещерського, також гомосексуала.
Гомосексуальні ефебофілічні нахили Чайковського були добре відомі його сучасникам. Ще 1862 року Чайковський у компанії друзів-правознавців, включно з Апухтіним, потрапив у гомосексуальний скандал у петербурзькому ресторані «Шотан», унаслідок якого вони, за висловом Модеста Чайковського, «були знеславлені на все місто в якості бугров <гомосексуалів>».
Чайковський був яскраво вираженим гомосексуалом. У листі до брата Модеста від 29 серпня 1878 року він зазначає відповідний натяк у фейлетоні про звичаї Консерваторії, що з'явився у газеті «Новое время», і з жалем пише: «Моя бугорська репутація падає на всю Консерваторію, і тому мені ще соромніше, ще тяжче».

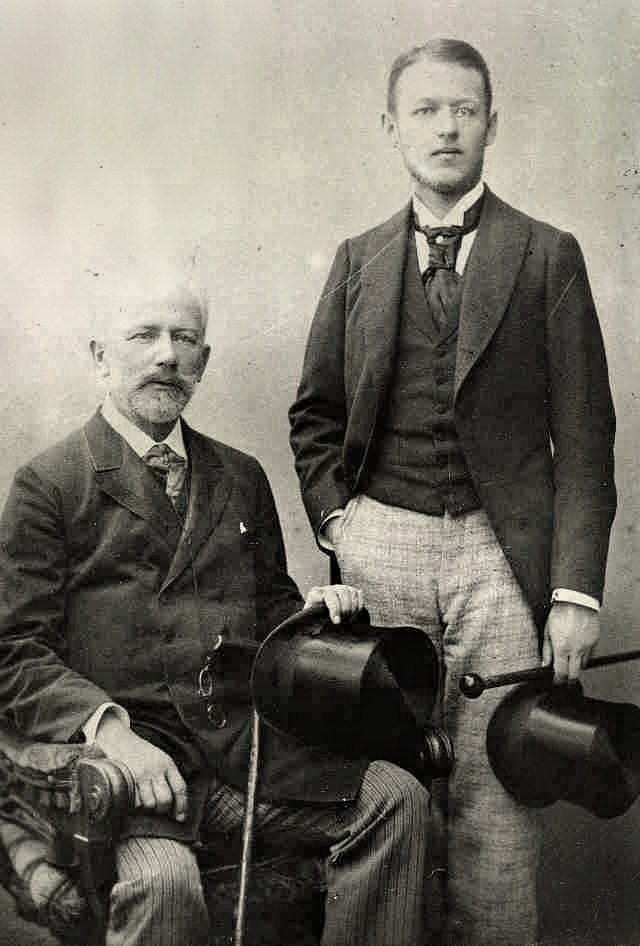
Петро Чайковський і Володимир «Боб» Давидов (праворуч). Фотографія студії Van Boch у Парижі, червень 1892 року

Присвята Чайковським своєї Шостої симфонії племіннику Володимиру «Бобу» Давидову (21 рік на той момент) та його почуття до Давидова, висловлені в листах до інших, наводилися як доказ романтичного кохання між ними. Питання про те, наскільки композитор міг почуватися комфортно зі своїми сексуальними бажаннями, залишається відкритим для дискусій. Досі невідомо, чи Чайковський, за словами музикознавця і біографа Девіда Брауна, «відчував себе заплямованим всередині себе, оскверненим чимось, від чого він нарешті зрозумів, що ніколи не зможе втекти» чи, за словами Олександра Познанського, він не відчував «ніякої нестерпної провини» через свої сексуальні бажання і «врешті-решт прийшов до того, щоб розглядати свої сексуальні особливості як непереборну і навіть природну частину своєї особистості… не відчуваючи при цьому жодних серйозних психологічних травм».
Амфітеатров опитуючи близьких до Чайковського людей, дійшов висновку, що Чайковському був властивий «гомосексуалізм духовний, ідеальний, платонічний ефебізм. <…> Вічно оточений молодими друзями, він вічно ніжно порався з ними, прив'язуючись до них і прив'язуючи їх до себе любов'ю більш пристрасною, ніж дружня чи споріднена. Один із таких платонічних ефебів Чайковського у Тифлісі навіть застрелився з горя, коли друг-композитор покинув місто. Друзів-юнаків та підлітків ми при Чайковському можемо нарахувати багато, коханки — жодної». Листи Чайковського, насамперед Модесту, містять відверті зізнання. Так, у листі братові від 4 травня 1877 року він зізнається в пекучих ревнощах до свого учня, 22-річного скрипаля Едуарду-Йосипу Котеку, через те, що у останнього розгорівся роман з співачкою Зінаїдою Ейбоженко.
Були опубліковані відповідні частини автобіографії його брата Модеста, де він розповідає про одностатевий потяг композитора, а також листи, раніше замовчувані радянською цензурою, в яких Чайковський відкрито пише про це. Така цензура зберігається у російських офіційних установах, в результаті чого багато чиновників, включно з колишнім міністром культури Володимиром Мединським, відкрито заперечують його гомосексуальність. Уривки з листів Чайковського, які розкривають його гомосексуальні бажання, були піддані цензурі в Росії. В одному з таких уривків він розповідає про свого знайомого гомосексуала: «Пєташенка заходив до нас зі злочинним наміром поспостерігати за кадетським корпусом, який знаходиться прямо навпроти наших вікон, але я намагався перешкоджати цим компрометуючим візитам — і з певним успіхом». В іншому він писав про зустріч із «юнаком приголомшливої краси», продовжуючи: «Після нашої прогулянки я запропонував йому трохи грошей, але отримав відмову. Він робить це з любові до мистецтва і обожнює чоловіків з бородами».

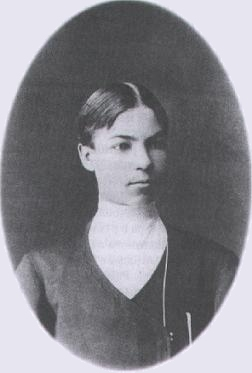
Олексій Софронов

З 1871 року у Чайковського з'явився молодий слуга Олексій Софронов (1859—1925), який згодом, ймовірно з 1877 р., став коханцем композитора, а надалі, близьким другом, розпорядником домашніх справ й, після смерті Чайковського, спадкоємцем значної частини його майна.
Чайковський прожив більшу частину свого життя холостяком. У 1868 році він зустрів бельгійську оперну співачку Дезіре Арто, з якою розглядав можливість шлюбу, але через різні обставини стосунки закінчилися. Пізніше Чайковський стверджував, що вона була єдиною жінкою, яку він коли-небудь кохав.
Чайковський хотів одружитися, аби позбутися звинувачень у гомосексуальності та поліпшити свою репутацію у суспільстві. В листі до брата Модеста він писав з цього приводу:
|                            | Хіба ти думаєш, що мені не важке це усвідомлення, що мене жаліють і пробачають, коли я, по суті, ні в чому не винен! І хіба не вбивча думка, що люди, які мене люблять, іноді можуть соромитися мене! Але ж це сто разів було і сто разів буде. Словом, я хотів би одруженням або взагалі гласним зв'язком із жінкою стулити роти різній мерзенній тварюці, думкою якої я зовсім не дорожу, але яка може заподіяти прикрості людям мені близьким. У всякому разі, не лякайся за мене, милий Модя. Здійснення моїх планів зовсім не так близьке, як ти думаєш. Я так заматерів у своїх звичках і смаках, що відразу відкинути їх, як стару рукавичку, не можна. Та до того ж я геть не маю залізного характеру і після моїх листів до тебе вже рази 3 віддавався силі природних потягів. Уяви собі! Я навіть здійснив днями поїздку в село до Булатова, будинок якого є не що інше, як педерастичний бордель. Мало того, що я там був, але я закохався як кішка в його кучера!!! Отже, ти маєш цілковиту рацію, кажучи у своєму листі, що немає можливості втриматися, незважаючи на жодні клятви, від своїх слабкостей. |
| — Лист від 28 вересня 1876 | |

У 1877 році, у віці 37 років, він таки одружився з колишньою студенткою Антоніною Мілюковою. Шлюб був катастрофою. Несумісні психологічно та сексуально, молодята прожили разом лише два з половиною місяці, перш ніж Чайковський пішов, переповнений емоціями і страждаючи від гострої творчої кризи. Родина Чайковського підтримувала його під час цієї кризи та протягом усього його життя. Можливо, шлюбна невдача Чайковського змусила його зіткнутися з повною правдою про свою сексуальність; він ніколи не звинувачував Антоніну в тому, що їхній шлюб розпався.
Ніна Берберова зазначає, що «таємниця» Чайковського стала широко відомою після 1923 року, коли було опубліковано щоденник композитора кінця 1880-х років, перекладений європейськими мовами, що співпало з переглядом поглядів на гомосексуальність у європейському суспільстві.

## Чайковський і Україна

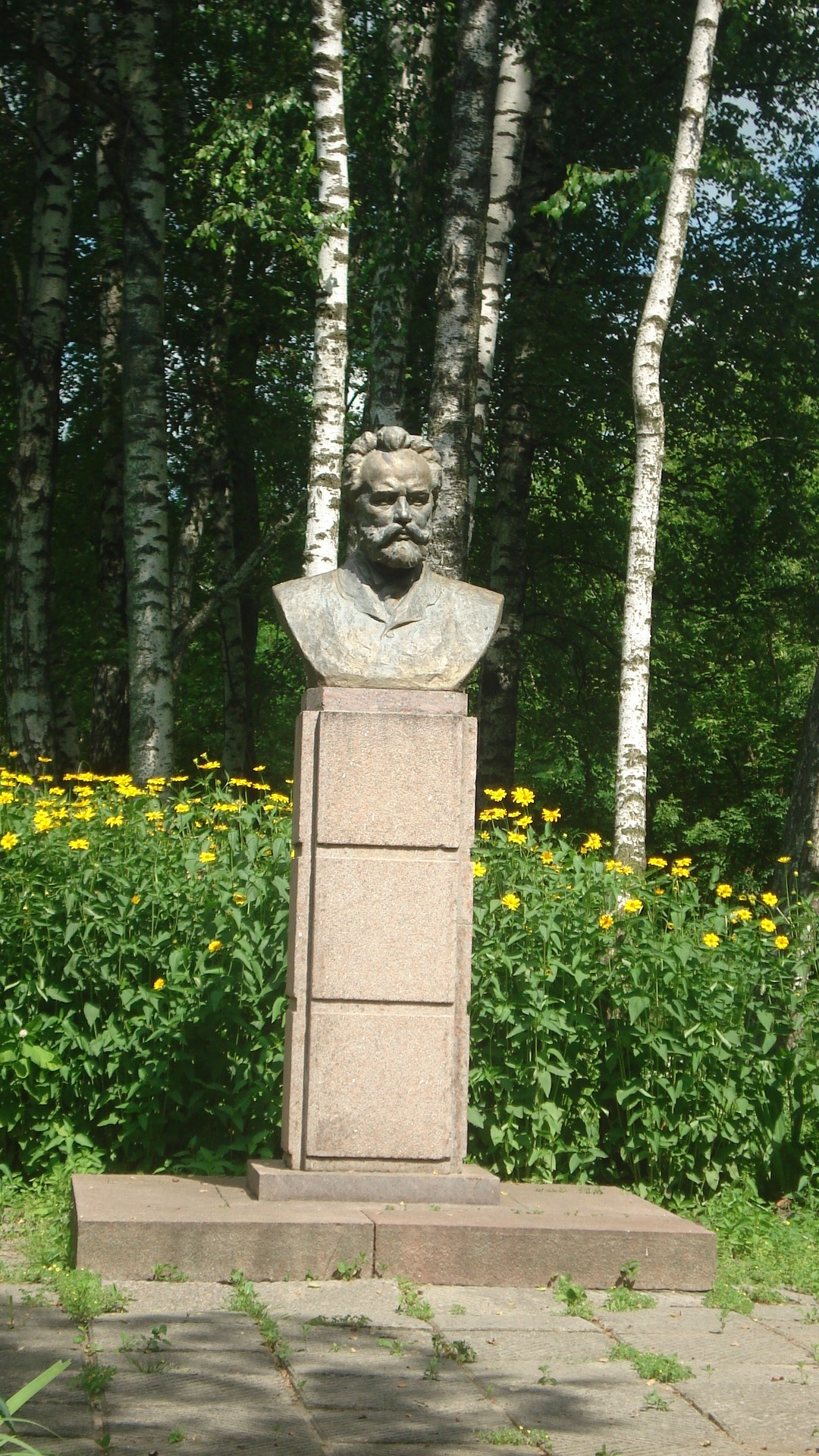
Низи. Пам'ятник Чайковському

П.Чайковський вперше побував на теренах України у 24-річному віці і з того часу періодично жив і працював у маєтках своїх родичів і друзів:
- 1864 р. м. Тростянець
- 1865—1878 рр. м. Кам'янка; с. Вербівка
- 1871—1879 рр. смт Низи
- 1878—1880 рр. смт Браїлів, хутір Сьомаки́
- 1889—1890 рр. Маєток фон Мекк у селі Копилів

Серед творів, написаних в Україні — дві симфонії, опери «Євгеній Онегін», «Черевички», «Орлеанська діва», «Мазепа», балет «Лебедине озеро», романси на вірші Шевченка (у перекладах Мея) і Перший фортепіанний концерт.

### Тростянець
У 1864 р. студент консерваторії Петро Чайковський вперше приїхав на канікули в Тростянець на запрошення князя Олексія Васильовича Голіцина (1832—1901), там він написав свій перший симфонічний твір — увертюру до драми О. Островського «Гроза». Тут познайомився і заприятелював з нащадком засновника міста Суми, козацького полковника Герасима Кондратьєва, Миколою Дмитровичем Кондратьєвим (?-1887), який запросив його до свого маєтку в Низи. Там Чайковський багато писав, саме там він написав балет «Лебедине озеро» та багато інших творів.

### Кам'янка
Найчастіше бував у Кам'янці на Черкащині. Тут мешкала рідна сестра композитора Олександра та її родина. За словами брата, цей куточок України був «осяйним пунктом» для Петра Ілліча, який писав, що тут «знайшов відчуття миру в душі, яке даремно шукав у Москві та Петербурзі». Як «обітованого раю» чекав він літа, коли міг туди поїхати. За спогадами сучасників, зазвичай стриманий композитор у товаристві сільської молоді змінювався, ставав веселим, навіть співав і танцював.

### Браїлів
До Браїлова (нині — Вінницька область) композитор потрапив на запрошення баронеси Надії фон Мекк, де знаходився один з її маєтків. Композитор гостював у маєтку фон Мекк у 1879, 1880 та 1890 роках, проте щоразу за відсутності господині. У Браїлові композитор прагнув «безроздільно віддатися замилуванню природою», там же почув спів кобзарів і відмітив у їхньому співі «один і той самий вічний наспів». У Браїлові написані перша оркестрова сюїта, опера «Орлеанська діва», п'єси для скрипки, 7 романсів (зокрема «То було ранньою весною», «Серед шумного балу»), серенада Дон Жуана на слова Олексія Толстого «Піліпінелла». 1979 року колишній маєток Н. фон Мекк перетворений перетворено на Музей Чайковського і фон Мекк.

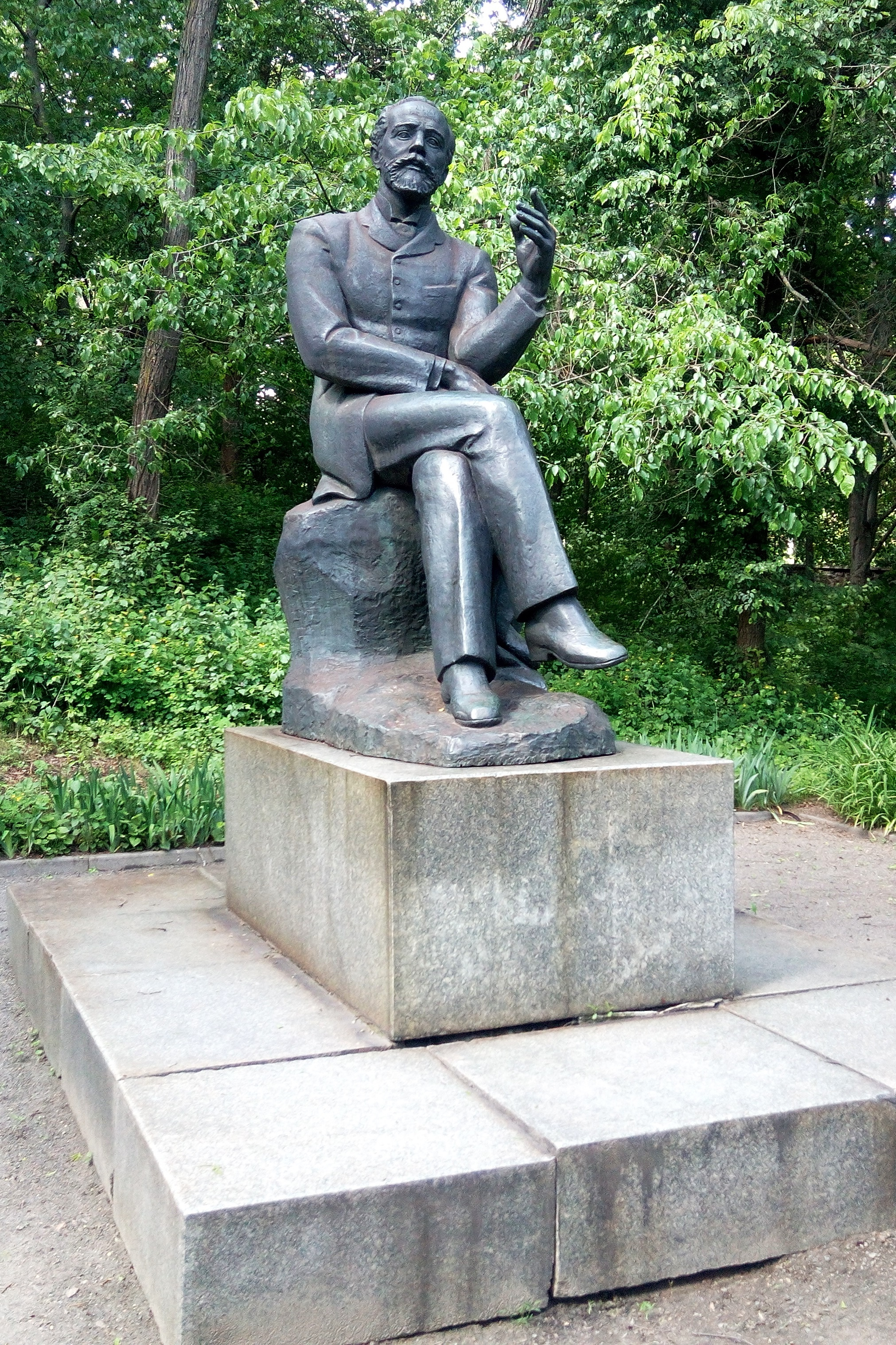
Кам'янка. Пам'ятник Чайковському

### Копилів
У маєтку Миколи Карловича фон Мекк у Копилові Чайковський був двічі, та залишив захопливі спогади про будинок, в якому він мешкав

### Київ
У Києві П. І. Чайковський вперше побував 1869 року проїздом у Кам'янку і пізніше бував у місті проїздом або з нагоди виконання своїх творів. 1880 року П. Чайковському було запропоновано очолити справи київського відділення РМТ, але композитор відмовився від цієї пропозиції. 1890 року П. Чайковський відвідав Київське музичне училище, а 1891 — диригував своїми творами у трьох концертах. У Києві, зокрема, П. І. Чайковський зустрічався з М. Лисенком і знайомився з його оперою «Тарас Бульба», проте дата цієї зустрічі невідома. П. І. Чайковський пропонував М. Лисенкові допомогу в постановці «Тараса Бульби» в  Петербурзі на сцені імператорського театру, втім цей проєкт не було здійснено, за деякими переказами — через небажання українського композитора перекладати оперу російською, що було умовою постановки.

### Харків
У 1893 році гастролював у Харкові на запрошення директора Харківського музичного училища Іллі Слатіна. Саме в Харкові композиторові зробили портрет у майстерні фотографа Федецького, який композитор викупив, говорячи: «Так, звичайно, дорогувато, але фотограф — першокласний. Мене фотографували і в Росії, і в Європі, але кращого, ніж мене сфотографували в Харкові, я поки що не бачив». Також у Харківському художньому музеї зберігається портрет Петра Ілліча Чайковського, написаний Миколою Кузнєцовим під час його перебування у Харкові.

### Питання національної ідентифікації
В 2020-х роках в Україні в умовах російської агресії актуалізувалось питання щодо національної приналежності П. І. Чайковського. Так, за висновком експертів НДІ Українознавства П. І. Чайковський має «генетичне українське походження», Ю.Чекан відзначав « органічну вкоріненість музики Чайковського в українську культуру», А. Павко називав П. Чайковського «родовим українцем» та «українським генієм», учасники круглого столу «Повернення та збереження культурної спадщини України в умовах російсько-української війни» назвали композитора «українцем козацького роду Чайок».
Натомість, в пізнішій роботі Ю.Чекана, а також в роботах О.Островського, А.Бондаренка, у фаховому висновку УІНП, зверненні компзиторської спільноти м. Києва, вказується на переважання у родоводі композитора російських коренів, на те, що сам композитор не вважав себе українцем, уникав української мови та використовував щодо українців слово «хохол». Сам П. Чайковський у листі до фон Мекк від 1878 року описував свою національну приналежність так:
|  | Стосовно російського елементу в моїй музиці, тобто споріднених із народною піснею прийомів у мелодії та гармонії, то це стається внаслідок того, що я виріс на периферії, з ранніх дитячих років перейнявся незбагненною красою характерних рис російської народної музики, що я неймовірно люблю російський елемент у всіх його проявах, що, одним словом, я росіянин у цілковитому розумінні цього слова Оригінальний текст (рос.) Что касается вообще русского элемента в моей музыке,. т. е. родственных с народною песнью приёмов в мелодии и гармонии, то это происходит вследствие того, что я вырос в глуши, с детства, самого раннего, проникся неизъяснимой красотой характеристических черт русской народной музыки, что я до страсти люблю русский элемент во всех его проявлениях, что, одним словом, я русский в полнейшем смысле этого слова |

## Творчість
Хоча провідними сферами творчості були опера та симфонія, композитор писав музику майже у всіх жанрах. У його музиці відбиті глибокі соціально-етичні конфлікти, що були породжені російською дійсністю 2-ї половини 19 століття. Зіткнення прагнень до повноти життя та почуттів із жорстоко ворожою дійсністю служить джерелом гострого напруженого конфлікту, часто отримує у творах композитора трагічний результат. Помітне підсилення трагічного спостерігається у творах останніх років (наприклад, опера «Пікова дама», 6-а симфонія). Проникливий мистець-психолог, Чайковський розкривав внутрішній світ людини в різних його проявах — від м'якої ліричної задушевності до захоплюючого трагізму. Світле життєствердне начало втілювалося ним у картинах народних веселощів і урочистостей або в ідеально прекрасних поетичних образах, що виражають романтичну мрію про наповнене й гармонійне життя.
Музиці Чайковського властиве мелодійне багатство, пов'язане з інтонаціями народної пісні та міського романсу. Водночас Чайковського вважають одним з найбільших симфоністів романтичної епохи. Б. Асаф'єв так описує цю рису творчості композитора:

| "І ось слухач відчуває, що музика ніби росте, розквітає, що почуття збагачуються, перетворюючись начебто у свою протилежність і знову приймаючи свій знайомий вигляд, що скорбота і радість, світло і морок, любов і гнів взаємно протиставляються, проникають одне в одного то з більшим, то з меншим наростанням і напругою. Слухач відчуває все це і як знайоме йому биття серця, і як тріпотіння всього свого внутрішнього життя, і як контрасти почувань. Але разом з тим він настільки ж беззаперечно відчуває, що всі ці явища музичного розвитку зовсім не містяться лишень в межах "мого я", що їм анітрохи не суперечить і та об'єктивно дана дійсність, що пізнається у розвитку та передаванні явищ природи, і у взаєминах людей. Так симфонічний розвиток у своєму художньому заломленні відбиває життя" Оригінальний текст (рос.) И вот слушатель ощущает, что музыка как бы растет, расцветает, что чувства обогащаются, обращаясь как бы в свою противоположность и опять принимая свой знакомый облик, что скорбь и радость, света и сумрак, любовь и гнев взаимно сопоставляются, проникают друг в друга то с большим, то с меньшим нарастанием и напряжением. Слушатель ощущает все это и как знакомое ему биение сердца, и как трепет всей своей внутренней жизни, и как контрасты чувствований. Но вместе с тем он столь же бесспорно ощущает, что все эти явления музыкального развития вовсе не заключены только в границах "моего я", что им нисколько не противоречит и та объективно данная действительность, что познается в развитии и передавании явлений природы и во взаимоотношениях людей. Так симфоническое развитие в своем художественном преломлении отображает жизнь[73] |

Фрагмент рукопису П. І. Чайковського, сторінки опери «Пікова дама (опера)»

У програмних симфонічних творах Чайковського знайшли відбиття образи творчості Шекспіра («Ромео і Джульєтта», «Буря», «Гамлет»), Данте («Франческа да Ріміні»), Байрона («Манфред»). Втілюючи той чи інший сюжет у музиці, він прагнув не стільки детальної передачі звуками ходу подій, скільки концентрованого виразу основного конфлікту за допомогою зіткнення і розвитку контрастних музичних образів.
Представлено у творчості Чайковського також жанр інструментального концерту. Його фортепіанні та скрипковий концерти поєднують симфонічний розмах з віртуозністю, темпераментністю і яскравістю колориту.

### Оперна творчість
Чайковський увійшов в історію російського музичного театру як творець лірико-психологічної драми. При виборі сюжету для Чайковського найважливішим були прояви внутрішнього життя героїв. Внутрішнє життя повинно було бути складним і багатим, мотиви вчинків достовірними, характери людей розкривалися б у вирішальні моменти життя, а основний драматичний конфлікт затягував би всі нитки дії. Композитор наголошував, що опера «повинна бути музикою найбільш загальнодоступною з усіх видів музики», що «тільки опера ріднить вашу музику до цієї публіки, робить вас надбанням не тільки окремих маленьких гуртків, але, за сприятливих умов, — усього народу». Чайковського завжди приваблювала в опері її складна синтетична природа.
Разом з тим Чайковський не обмежував себе тільки цим жанровим різновидом, хоча риси «інтимної», але сильної драми, лірико-психологічне змалювання головних героїв завжди залишались найбільш примітною стороною всіх його оперних творів. Не прагнучи до створення казкових, фантастичних опер, а також до використання сюжетів з віддалених історичних епох, все ж Чайковський звертався в своїй оперноій творчості до широкого кола образів, подій, сюжетів.

Багатство і виразність вокальної мелодики поєднуються в операх Чайковського з напруженим симфонічним розвитком, що дає змогу передавати динаміку станів душі, психологічний підтекст дії. Водночас композитор враховував закони сцени, домагався гнучкості музичних характеристик і ретельного окреслення побутового чи історичного ґрунту, підкреслюючи, що оперу треба «не тільки слухати, а й дивитися».
Новаторське значення мала балетна музика Чайковського. Традиційний «дивертисментний» тип класичного балету в Чайковського насичується безперервним симфонічним розвитком. Казкові сюжети служать композитору для втілення реальних життєвих конфліктів.

### Камерні жанри
Камерно-інструментальна музика Чайковського налічує три квартети (перші зразки в російській музиці), струнне тріо, секстет і низку фортепіанних творів, переважно ліричних або жанрово-характеристичних. Найбільшим за масштабом фортепіанним твором Чайковського є «Велика соната» (1878), в якій композитор розвиває традиції великої романтичної сонати.
Одну з важливих сфер творчості Чайковського становлять романси. Як і М. І. Глінка і О. С. Даргомижський, Петро Чайковський спирався на інтонації та жанри побутового романсу, творчо переосмисливши і поглибивши їх, виділяючи і загострюючи індивідуально-характерні риси. Емоційний діапазон вокальної музики Чайковського простягається від тихого елегійного смутку до високого драматизму і пристрасного захопленого пориву. Романси написані на слова російських поетів  О. К. Толстого, Л. А. Мея, К. Р. (К. К. Романова), Д. М. Ратгауза, О. М. Плещеєва, А. А. Фета, О. М. Апухтіна, Я. П. Полонського, в тому числі — за мотивами поезії Тараса Шевченка (в російських перекладах).

## Твори
| Опери - Воєвода (1868) - Ундіна (1869) - Опричник (1872) - Орлеанська діва (1879) - Мазепа (1883) - Черевички (1885) - Чародійка (1887) - Винова краля (1890) - Іоланта (1891) - Євгеній Онєгін Балети - Лебедине озеро (1876) - Спляча красуня (1889) - Лускунчик (1892) Для симфонічного оркестру - «Гроза», увертюра до драми (1864) - Симфонія № 1 «Зимові мрії» (1866) - «Фатум», симфонічна фантазія (1868) - Симфонія № 2 («українська»)(1872) - Симфонія № 3 (1875) - «Франческа да Ріміні», симфонічна фантазія (1876) - Симфонія № 4 (1878) - урочиста увертюра (1880) - «Ромео і Джульєтта», увертюра-фантазія (1880) - «Манфред», симфонія (1885) - Симфонія № 5 (1888) - Симфонія № 6 (1893) | Концерти для інструментів з оркестром - Концерт № 1 для фортепіано з оркестром (1875) - Концерт № 2 для фортепіано з оркестром (1880) - Концерт № 3 для фортепіано з оркестром (1893) - Варіації на тему рококо для віолончелі з оркестром (1877) - Концерт для скрипки з оркестром (1878) Хорова музика - Літургія святого Івана Златоустого (1878) та інші духовні твори - Кантата «Москва» Твори для фортепіано - «Пори року», 12 характеристичних картин (1876) - Дитячий альбом, 24 легкі п'єси (1878) - Велика Соната 104 романси різних жанрів на слова: - А.Плєщєєва (20 романсів), - А. К. Толстого (12 романсів и дует), - К. Р. (6 романсів), - Д. Ратгауза (6 романсів), - О.Апухтіна (5 романсів), - А. Фета (5 романсів), - Я. Полонського (3 романса), - Д. Мережковського (2 романса) а також Г. Гейне і Й. Гете в перекладах Л. Мея, Ф. Тютчева, М. Михайлова та ін. |

### Вокальні твори, перекладені українською
У перекладі Бориса Тена
- «День ли царит»[75]
- Колискова пісня[76]
- «Мы сидели с тобой»[77]
- «Отчего?»[78]

У перекладі Юрія Отрошенка:
- Аріозо Германа з опери «Винова краля»
- Арія Германа з опери «Винова краля»
- Аріозо Ленського з опери «Євгеній Онєгін»
- Арія Ленського з опери «Євгеній Онєгін»
- «Благословляю вас, ліси» (сл. О. Толстого)
- «Вже гасли поночі вогні» (сл. К. Романова)
- «Вже заходить Сонце» (сл. Д. Ратгауза)
- «Даремні розмови й зітхання» (сл. Гартмана)
- «За вікном майнула знову» (сл. Я. Полонського)
- «Зачекай, ні до чого спішити» («Погоди!» сл. А. Грекова)
- «Між днів страшних» (сл. Д. Ратгауза)
- «Збулось на балу це» («Средь шумного бала» сл. О. Толстого)
- «Коли б це знали ви» (сл. О. Плещєєва)
- Колискова (сл. А. Майкова)
- Легенда (сл. О. Плещєєва)
- Мій друже, ні слова (сл. О. Плещєєва)
- «Ми з тобою були» (сл. Д. Ратгауза)
- «Мій садочок» (сл. О. Плещєєва)
- «Моя чарівненька» (сл. Л. Мея)
- «Навіщо» (сл. Л. Мея)
- «Нам зорі з неба миготіли»
- «На землю ніч прийшла» («на землю сумрак пал», сл. А. Міцкевича)
- «Не скажу я тобі нічого» (сл. А. Фета)
- «Ні, тільки той, хто знав» (сл. В. Гете / Л. Мея)
- «Ні, не любила я» (слова невідомого автора)
- «Ніч» (сл. Я. Полонського)
- «Ночі безумнії, ночі безсоннії» (сл. О. Апухтіна)
- «О, дитя під віконцем твоїм» (сл. Романова)
- «Ой, засни, моє серце, навіки!» (сл. Щербіни)
- «Ой, сумна картина» (сл. О. Плещєєва)
- «Отак забути, Боже мій» (сл. О. Апухтіна)
- «Пісня циганки» (сл. Я. Полонського)
- «Печальний друже, спи» (сл. О. Толстого)
- Серенада Дон Жуана (сл. О. Толстого)
- Соловей (сл. О. Пушкіна)
- «Сонячний день, а чи зоряна тиша» (сл. О. Апухтіна)
- «Стало душно мені» (сл. К. Романова)
- «Страшна хвилина» (сл. П. Чайковського)
- «Хотів би у слово єдине» (сл. Г. Гейне)
- «Це сталось рано на весні» («То было раннею весной», сл. О. Толстого)
- «Чому?» (сл. Л. Мея)
- «Чому, скажи, таке буває»
- «Я вам немилий» (сл. К. Романова)
- «Чи я в полі не травичкою була» (сл. Сурікова)

## Фільмографія

### Екранізація творів
- фільм-опера «Євгеній Онєгін» (1958 р.)
- мультфільм «Лускунчик», 1979
- мультфільм «Лускунчик і мишачий король», 1999
- мультфільм «Лускунчик», 2004
- мультфільм «Фантазія» студії Волта Діснея.
- Чорний лебідь (фільм) — психологічний трилер Даррена Аронофскі.

### Фільми про життя композитора
- «Третя молодість», 1965
- «Чайковський», 1969, режисер Ігор Таланкін — біографічний фільм
- «Любителі музики», 1971, режисер Кен Расселл — вільний переказ біографії композитора
- «Апокриф: музика для Петра та Павла», 2004 Приз «Золота німфа» 2006
- «Чайковський», режисер Філіп Дегтярьов

## Визнання та увічнення пам'яті

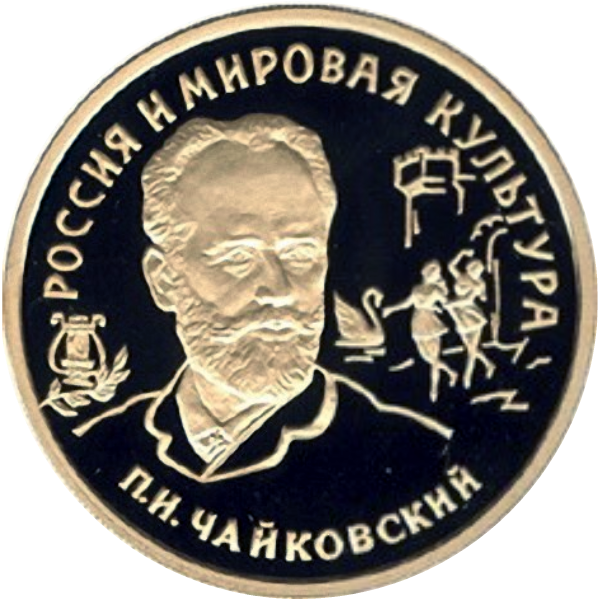
Монета Банку Росії

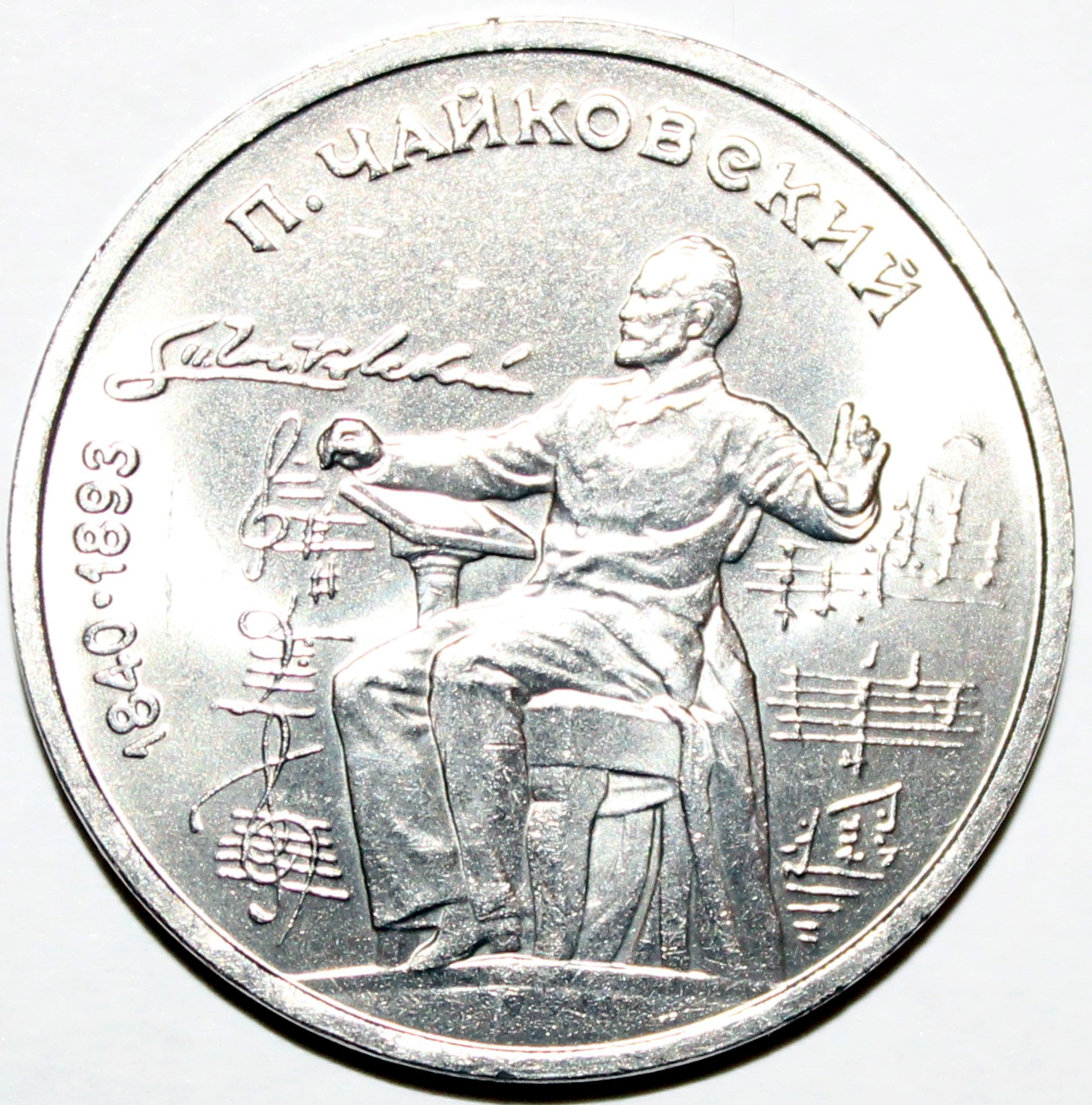
Ювілейна мідно-нікелева монета, Держбанк СРСР

Наявна документальна база дозволяє припускати, що П.Чайковський став найвідомішим у світі російським композитором вже в 1870-х — 1890-х роках. В радянські часи було створено культ Чайковського-реаліста, виділяючи характеристики творчості композитора, що збігались з принципами соцреалізму: народність, пісенність, мелодійність. В ході помпезного святкування 100-річного ювілею композитора, його іменем були названі консерваторії в Москві та Києві. Сучасний російський режим культивує увертюру «1812 рік» із монархічним гімном «Боже, Царя храни».
На честь Чайковського названі:
Астрономічні об'єкти
- кратер на Меркурії
- астероїд 2266 Чайковський[81]

Місто
- Місто в Пермському краї

Вулиці
- Ім'ям Чайковського названі вулиці в багатьох містах Росії і країн колишнього СРСР, у тому числі у Бійську, Липецьку, Сочі, Улан-Уде. У Санкт-Петербурзі його ім'ям названа колишня Сергіївська вулиця, де знаходилося Училище правознавства, в якому юний Чайковський навчався в 1852—1859.

Конкурси і фестивалі
- Міжнародний конкурс імені П. І. Чайковського — міжнародний музичний конкурс, що проводиться з 1958 року з періодичністю раз на 4 роки
- Музичний фестиваль П. І. Чайковського — міжнародний фестиваль, що проводиться щорічно з 1958 року в рідному місті Воткінську

Освітні та концертні заклади
- Московська державна консерваторія імені П. І. Чайковського і пам'ятник перед її будинком
- Концертний зал імені П. І. Чайковського Московської філармонії
- Національна музична академія України імені П. І. Чайковського (Київська консерваторія, дискутується питання щодо відмови від імені[54][55])
- Челябінський інститут музики імені П. І. Чайковського і пам'ятник перед його будівлею
- Пермський академічний театр опери та балету
- Пермський Музичний Коледж ім. Петра Ілліча Чайковського
- Музична і загальноосвітня школа-десятирічка в Єревані (Вірменія)
- Музичний коледж ім П. І. Чайковського в м. Алма-Ата (Казахстан)
- Улан-Уденський музичний коледж ім. П. І. Чайковського
- Музичне училище в Єкатеринбурзі.
- Школа Мистецтв ім. П. І. Чайковського в Колпінському районі Санкт-Петербурга (вулиця Культури буд.1)

Музеї
- Будинок-музей П. І. Чайковського у м. Воткінськ Удмуртської Республіки
- Державний будинок-музей П. І. Чайковського, місто Клин, Московської області
- Музей П. І. Чайковського у м. Алапаєвску Свердловської області

музичні колективи
- Великий симфонічний оркестр імені П. І. Чайковського

### Філателія

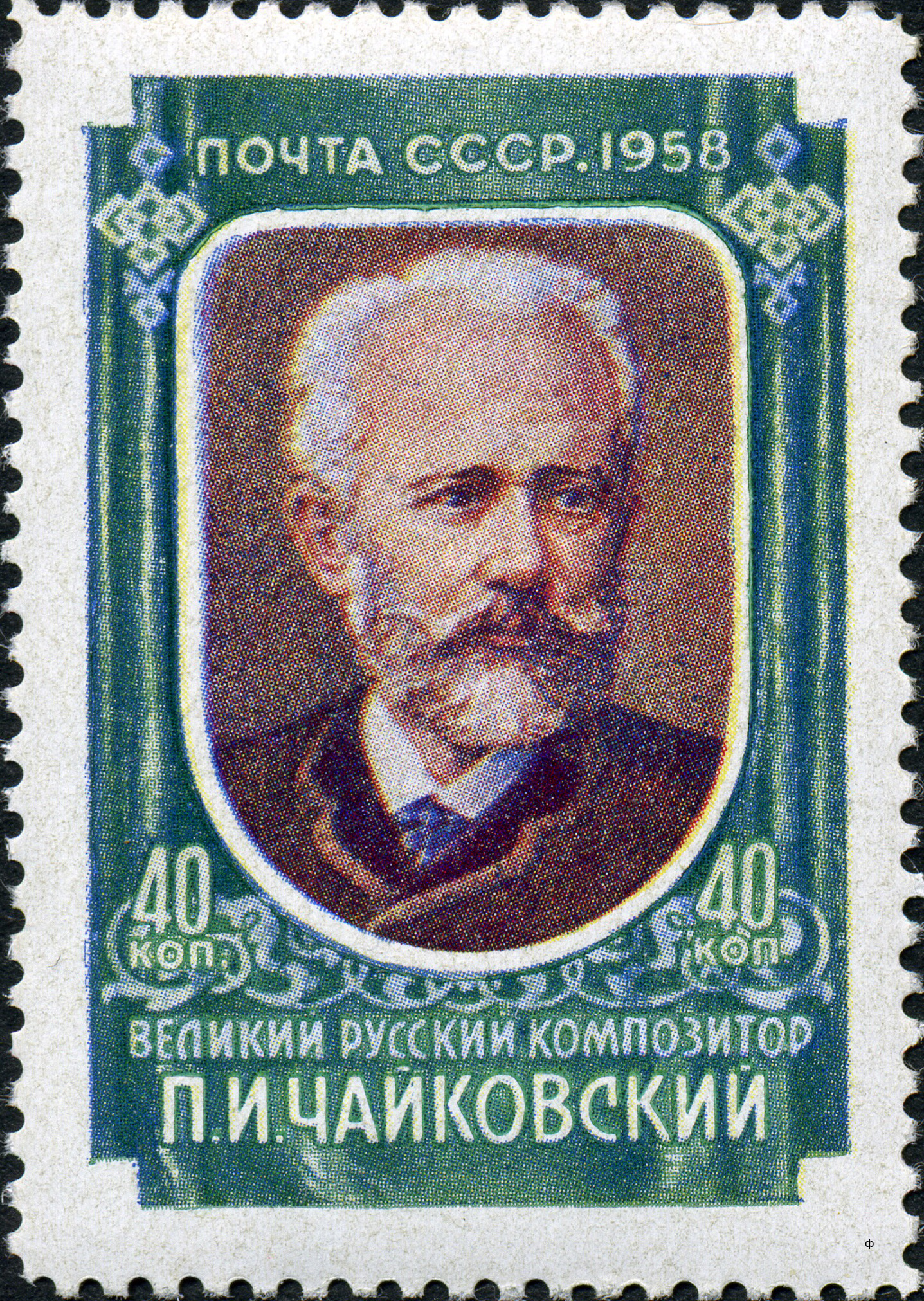
Поштова марка СРСР, 1958
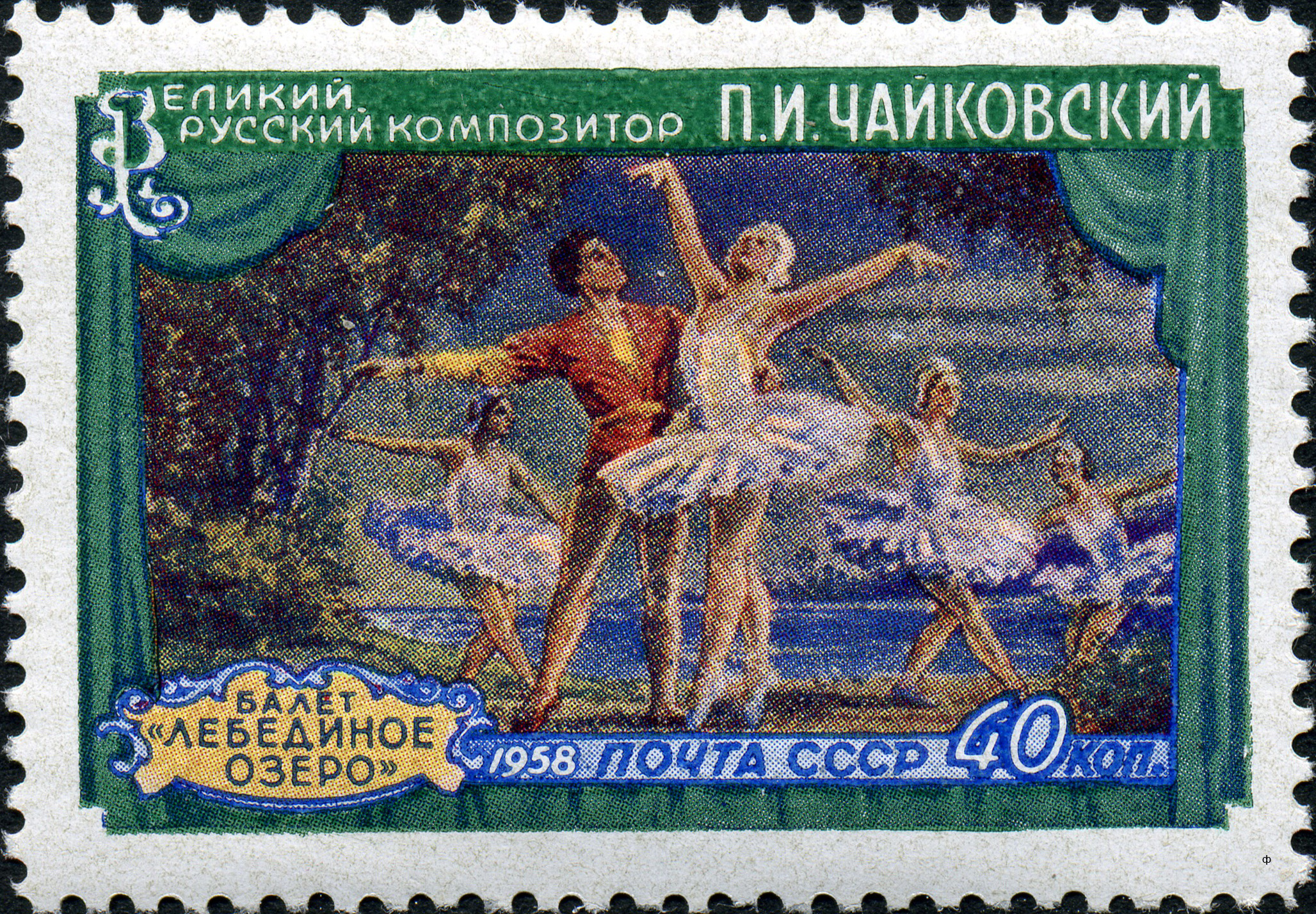
Поштова марка СРСР, 1958 рік
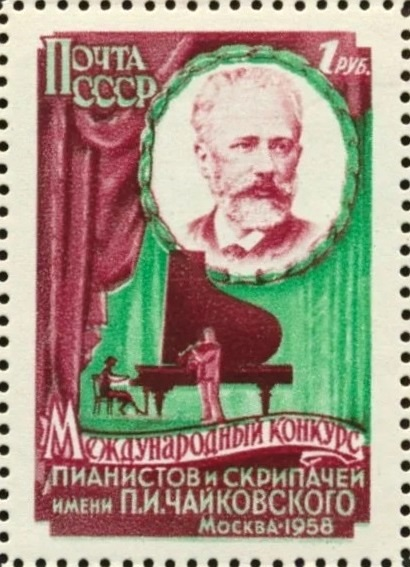
Поштова марка СРСР, 1958 рік
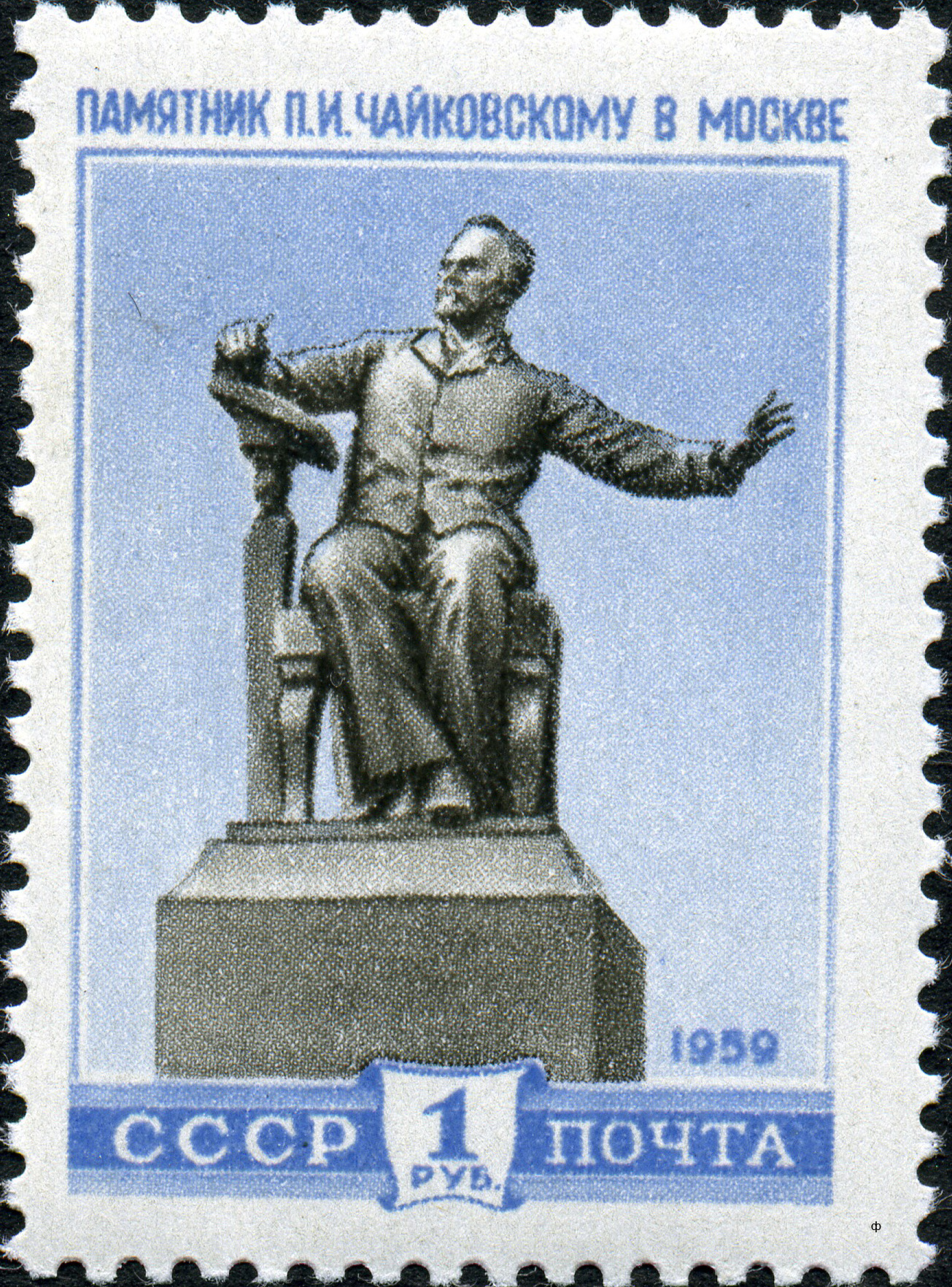
Поштова марка СРСР, 1959: пам'ятник Чайковському в Москві
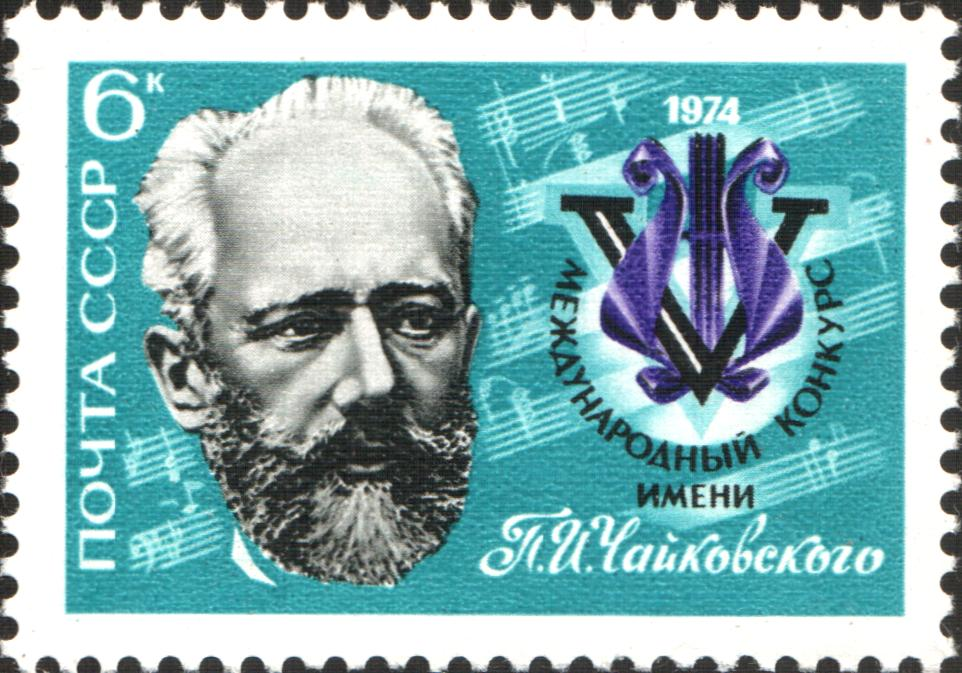
Поштова марка СРСР, 1974